# Barbara Bodichon
Barbara Leigh Smith Bodichon née le 8 avril 1827 à Whatlington village proche de Robertsbridge dans le Sussex et morte le 11 juin 1891 à  Scalands Gate, village proche de Robertsbridge  est une artiste peintre et une des figures de proue britannique du mouvement féministe de l'époque victorienne. Parmi ses amies on compte sa cousine Florence Nightingale, la femme de lettres George Eliot et la peintre préraphaélite Anna Mary Howitt (en) .

## Biographie
Née en 1827, Barbara Leigh Smith, dite Madame Bodichon, est la fille aînée des cinq enfants de Benjamin Leigh Smith et d'Anne Longden, une modiste de 25 ans originaire d'Alfreton. la naissance de Leigh Smith fait scandale car le couple n'est pas marié. Son père vient d'une famille aisée aux opinions radicales bien connues. Sa mère meurt en 1834 alors que Barbara Leigh Smith n'a que sept ans, mais elle accède cependant, de par la volonté de son père, à une formation solide,,,.

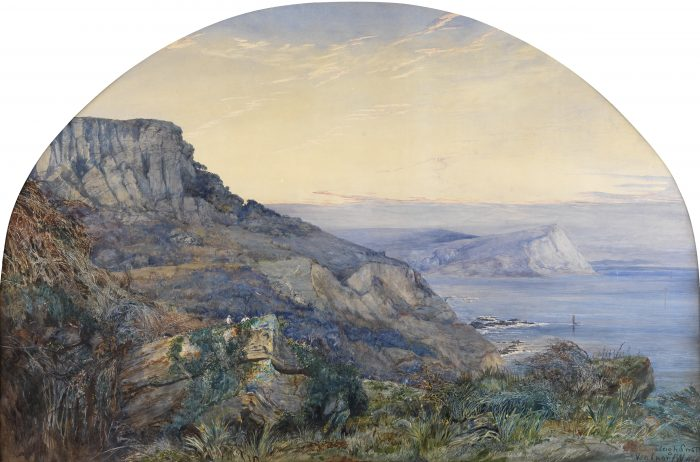
Ventnor par Barbara Bodichon (1856).

Tout en effectuant des études de droit et d'économie, elle apprend la peinture au Bedford College à partir de 1849, et reçoit notamment dans le domaine artistique les conseils de David Cox,.
Elle affirme très tôt ses convictions Elle publie ses premiers manifestes féministes à l´âge de 21 ans. Peu après, et pendant les trois décennies suivantes, elle participe activement à l'éclosion du mouvement en faveur des droits des femmes en Angleterre, militant notamment sur les droits de propriété des femmes mariées, le droit des femmes à l’éducation et au travail et le droit des femmes au suffrage. En 1854, elle publie Brief Summary of the Laws of England concerning Women, un bref ouvrage parlant des lois concernant les droits des femmes,,.
Barbara Bodichon est aussi une artiste qui peint avec un certain talent, expose ses créations et vend. C'est une peintre de paysage. Elle fréquente  Jean-Baptiste-Camille Corot et de Charles-François Daubigny, et est influencée par l'école de Barbizon. En 1857, elle participe à la création de la Society of Female Artists,.
En 1857 encore, elle épouse un médecin français, Eugène Bodichon, lié aux saint-simoniens et en particulier au Nantais Ange Guépin. Bien que passant du temps à Alger où vit son époux, elle continue à participer aux mouvements féministes anglais. Ainsi, en 1858, elle fonde le English Women's Journal, comme une agence où les femmes peuvent discuter emploi, égalité, réformes des lois, etc. En 1866, en collaboration avec Emily Davies, elle se bat pour que l'université s'ouvre davantage aux femmes et qu'elles aient accès plus facilement aux études supérieures. En 1869, toujours avec Emily Davies, elle fonde ce qui va devenir le Girton College, au sein de l'université de Cambridge, le premier collège universitaire féminin,.
Elle meurt en 1891 à Robertsbridge, dans le Sussex,.

## Pour approfondir

#### Notices dans des encyclopédies et manuels de références
- (en-GB) Clarissa Campbell Orr (dir.) et Pam Hirsch, Women in the Victorian Art World, Manchester, Royaume-Uni, Manchester University Press, 1995, 232 p. (ISBN 9780719041228, OCLC 1280811371, lire en ligne), p. 167-186,
- (en-GB) Tim Dolin, Mistress of the House : Women of Property in the Victorian Novel, Aldershot,  Hampshire, Royaume-Uni, Ashgate (réimpr. 2016) (1re éd. 1997), 176 p. (ISBN 9781859281840, OCLC 1194430203, lire en ligne),
- (en-US) Susan Kent (dir.), Women in World History, vol. 2 : Ba-Brec, Waterford, Connecticut, Yorkin Publications, coll. « Gale Reference Library » (réimpr. 2001, 2002, 2021) (1re éd. 1999), 920 p. (ISBN 9780813348155, OCLC 186968548, lire en ligne), p. 674-675,
- (en) Brian Howard Harrison (dir.) et Lawrence Goldman (dir.), Oxford Dictionary of National Biography 2001-2004, vol. 6 : Blackmore-Bowyer, Oxford, Oxfordshire, Oxford University Press, 2004, 1004 p. (ISBN 9780199562442, lire en ligne), p. 396-399. ,
- (en-GB) Ann Kramer, Sussex Women, Lewes,  Sussex de l'Est, Royaume-Uni, Snake River Press, coll. « Sussex Guide », 2007, 104 p. (ISBN 9781906022075, OCLC 144596920, lire en ligne), p. 18-21,

#### Essais et biographies
- (en-GB) Hester Burton, Barbara Bodichon 1827-1891, Londres, John Murray, 1949, 248 p. (OCLC 405205, lire en ligne),
- (en-US) Sheila R. Herstein, A Mid-Victorian Feminist : Barbara Leigh Smith Bodichon, New Haven, Connecticut, Yale University Press, 1986, 232 p. (ISBN 9780300033175, OCLC 11971230, lire en ligne),
- (en-GB) Candida Ann Lacey (dir.), Barbara Leigh Smith Bodichon and the Langham Place Group, New York, Routledge & K. Paul, coll. « Women's Source Library » (réimpr. 2001, 2010, 2011) (1re éd. 1986), 504 p. (ISBN 9780710209474, OCLC 1244222021, lire en ligne),
- (en-GB) Pamela Hirsch, Barbara Bodichon, Londres, Chatto & Windus (réimpr. 1999, 2010) (1re éd. 1998), 424 p. (ISBN 9780701167974, OCLC 988746313, lire en ligne).